# Wattrelos
Wattrelos és un municipi francès, situat al departament del Nord i a la regió dels Alts de França. L'any 1999 tenia 42.753 habitants. Limita amb els municipis de Roubaix, Tourcoing, Mouscron, Luingne, Herseaux, Estaimpuis, Leers-Nord i Leers.

## Demografia
| Evolució de la població |       |       |       |       |       |       |       |       |
| 1793                    | 1800  | 1806  | 1821  | 1831  | 1836  | 1841  | 1846  | 1851  |
| 3.590                   | 3.214 | 3.969 | 4.901 | 6.791 | 7.300 | 7.864 | 8.736 | 9.432 |

| 1856   | 1861   | 1866   | 1872   | 1876   | 1881   | 1886   | 1891   | 1896   |
| ------ | ------ | ------ | ------ | ------ | ------ | ------ | ------ | ------ |
| 10.360 | 12.315 | 13.113 | 14.682 | 15.325 | 15.725 | 17.118 | 19.770 | 22.731 |

| 1901   | 1906   | 1911   | 1921   | 1926   | 1931   | 1936   | 1946   | 1954   |
| ------ | ------ | ------ | ------ | ------ | ------ | ------ | ------ | ------ |
| 25.884 | 27.503 | 29.089 | 27.733 | 29.032 | 30.647 | 31.084 | 28.796 | 31.993 |

| 1962   | 1968   | 1975   | 1982   | 1990   | 1999   | 2006 | 2011 | 2016 |
| ------ | ------ | ------ | ------ | ------ | ------ | ---- | ---- | ---- |
| 41.319 | 43.754 | 45.440 | 44.826 | 43.675 | 42.753 | -    | -    | -    |

| 2019 | - | - | - | - | - | - | - | - |
| ---- | - | - | - | - | - | - | - | - |
| -    | - | - | - | - | - | - | - | - |

## Història
La ciutat existeix des de l'Edat Mitjana, ja se la menciona en documents de l'any 846, tot i que recents excavacions han trobes restes dels gals. Vivia de l'agricultura, impulsada pels diversos abats de Saint-Bavon. Posteriorment va passar a domini dels comtes de Flandes.
Amb l'arribada de la Revolució Industrial, l'economia va passar a dependre del tèxtil, sobretot del treball a domicili dels obrers. El moviment per reivindicar millores en les condicions de vida i salaris dels treballadors va iniciar-se el 1880 i va protagonitzar diverses vagues amb èxit desigual. Els líders sindicals van anar intervenint progressivament en la vida pública, arribant a l'alcaldia per potenciar reformes de caràcter social. El fet d'estar tocant a Bèlgica provocà que durant anys fos una vila de pas obligat per als contrabandistes de tabac

## Cultura
Destaca la festa major, el dia dels Berlouffes, de gran participació ciutadana, així com el carnaval, importat d'Alemanya. Com a monuments, l'església de Sainte-Thérèse-de-l'Enfant-Jésus és un dels principals atractius turístics, així com el paisatge boscós.

## Administració
| Període   | Identitat          | Partit |
| --------- | ------------------ | ------ |
| 1901-1906 | Victor Leplat      |        |
| 1906-1912 | Joseph Thérin      |        |
| 1912-1938 | Henri Briffaut     | SFIO   |
| 1938-1944 | Florimond Lecomte  | SFIO   |
| 1944-1945 | Louis Dornier      | SFIO   |
| 1945-1947 | François Mériaux   | PCF    |
| 1947-1957 | Albert D'Hondt     | SFIO   |
| 1957-1971 | Jean Delvainquière | SFIO   |
| 1971-2000 | Alain Faugaret     | PS     |
| 2000-     | Dominique Baert    | PS     |

## Personatges il·lustres
- Charles Crupelandt, ciclista
- Hector Tiberghien, ciclista

## Agermanament
- Eschweiler
- Köthen
- Solcà
- Mohàcs
- Siemianowice
- Guarda
- Mönchengladbach